# 伊戈爾·阿金費耶夫
伊戈爾·弗拉基米羅維奇·阿金費耶夫（俄語：Игорь Владимирович Акинфеев，發音：[ˈiɡərʲ vlɐˈdʲimʲɪrəvʲɪtɕ ɐkʲɪnˈfʲe(j)ɪf]；1986年4月8日—）是一位俄羅斯足球運動員，在場上擔當守門員。現效力於莫斯科中央陆军。
阿金費耶夫在17歲時就進入了莫斯科中央陸軍的首發陣容，并成為中央陸軍的主力門將，隨後即被召入俄罗斯国家队。他第一次代表国家队出场时年齡仅18岁零20天，成为俄罗斯足球历史上最年轻的国脚。阿金費耶夫還是莫斯科中央陸軍的第一副隊長，并在2006年中央陸軍的兩場歐冠比賽時擔當隊長。2017年3月，因瓦西里·别列祖茨基退出國家隊，阿金費耶夫成為新一任國家隊隊長。2018世界盃的十六強戰中，阿金費耶夫展現自己的價值，在點球大戰中救出西班牙兩球射門，幫助球隊打敗西班牙挺進八強，並在賽後入選為該場最佳球員。
目前阿金費耶夫是列夫·耶辛俱樂部的一員，並且是俄羅斯足球史上單場不失球紀錄第一位的門將。[註1]

## 早期生涯
伊戈爾·阿金費耶夫於1986年4月8日在莫斯科州維德諾耶出生。當阿金費耶夫4歲時，他的父親將他送到莫斯科中央陸軍的體育學校，並在第二次訓練後，一直擔任守門員職位。作為莫斯科中央陸軍隊的一員，他在2002年贏得了俄羅斯青少年錦標賽冠軍。2002年時，阿金費耶夫隨莫斯科中央陸軍青年隊出征俄羅斯青年足球錦標賽，並在該屆獲得冠軍。

## 俱樂部生涯

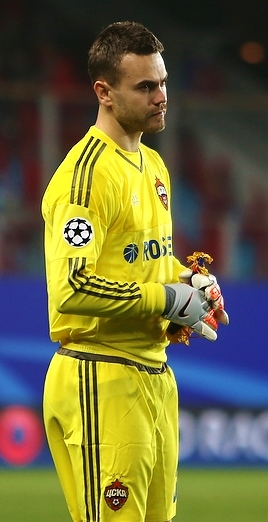
2015年10月於莫斯科中央陸軍效力的阿金費耶夫。

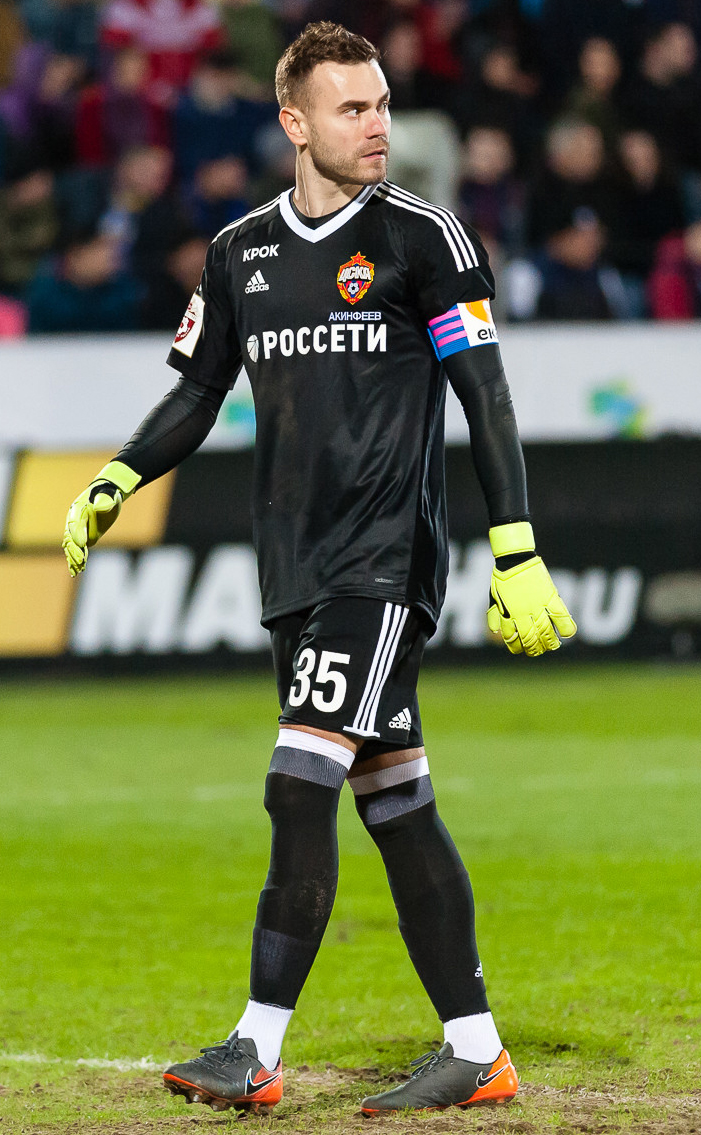
2018年4月時的阿金費耶夫。

阿金費耶夫於16歲時就在莫斯科中央陸軍首次亮相，當時他幫助球隊以2-0戰勝薩馬拉；在這場比賽中，阿金費耶夫撲出對手一記點球，助球隊在比賽中不失分。2003年，阿金費耶夫以17歲年齡入選球隊先發陣容，並助球隊在2003年俄羅斯足球超級聯賽奪得首次冠軍。2005年，阿金費耶夫幫助球隊贏得2005年俄羅斯足球超級聯賽、俄羅斯盃、2004–05年歐洲足協盃冠軍，讓莫斯科中央陸軍首次獲得三冠王稱號。在2005年歐洲足協盃決賽期間，阿金費耶夫幫助莫斯科中央陸軍在客場阿爾瓦拉德球場以3-1擊敗對手里斯本體育。2006年，阿金費耶夫再度幫助莫斯科中央陸軍贏得第3座俄超冠軍與第2座俄羅斯盃冠軍，並獲頒茲韋茲達杯，這是前蘇聯頒給年度最佳足球運動員的獎項。。
在2006–07年欧洲冠军联赛期間，阿金費耶夫為球隊把守大門不失球達362分鐘，直到小組賽第五場對波尔图時，被里卡多·誇雷斯馬在開賽第2分鐘進球為止。阿金費耶夫接下來連續43場欧洲冠军联赛賽事都有失球記錄，直到11年後才結束這不堪的紀錄，當時莫斯科中央陸軍在2017–18年歐洲冠軍聯賽外圍賽第三輪以2-0擊敗AEK雅典。在此之前，阿金費耶夫在歐洲冠軍聯賽最後一次單場不失球紀錄要追溯至2006年11月對陣兵工廠。
2007年5月，阿金費耶夫膝蓋受傷，這讓他無法在2007年俄超賽季剩餘比賽出場。莫斯科中央陸軍在此賽季位居第三，僅次於亞軍莫斯科斯巴達克及冠軍泽尼特。阿金費耶夫後來在2008賽季回歸，並參與所有30場聯賽場次，後再度為球隊贏得俄羅斯盃。2009年，阿金費耶夫再次參與所有30場俄超賽事，並在2009年俄羅斯盃決賽中，幫助莫斯科中央陸軍以1-0擊敗該屆聯賽冠軍喀山魯賓。
2011年5月，阿金費耶夫以隊長身分率領莫斯科中央陸軍奪得2011年俄羅斯盃，並獲得他職業生涯中第5座俄羅斯盃冠軍。2012-13年俄超賽季，莫斯科中央陸軍再度奪得聯賽冠軍，阿金費耶夫也在該年度獲得俄羅斯足球先生。2013年俄羅斯盃決賽時，阿金費耶夫在點球大戰中撲出尤里·日爾科夫的點球，助莫斯科中央陸軍在點球大戰中以4-3擊敗安芝。
2014年2月1日，莫斯科中央陸軍宣布將與阿金費耶夫的合同延長至2019年夏天。在2013–14年俄超賽季時，阿金費耶夫贏得生涯中第5座俄超聯賽冠軍。2014年5月14日，阿金費耶夫超越了列夫·耶辛，成為俄羅斯足球史上單場不失球紀錄第三高的門將。2015年11月14日，阿金費耶夫在替俄羅斯國家足球隊出賽時，助俄羅斯以1-0戰勝葡萄牙，這是他本人生涯中第233場單場不失球紀錄，同時打破前蘇聯的守門員紀錄，成為俄羅斯史上單場不失球紀錄第一位守門員。

## 國際賽生涯
阿金費耶夫首次替俄羅斯國家足球隊出征的日期在2004年4月28日，當時他年齡為18歲又20天，但俄羅斯在這場友誼賽對抗挪威以2-3輸掉比賽。不過阿金費耶夫成為俄羅斯史上第三年輕替國家隊上場的球員，僅次於愛德華·阿納托利耶維奇·斯特列爾佐夫及谢尔盖·拉奇奥诺夫。後來阿金費耶夫被納入2004年歐洲國家盃俄羅斯23人名單，當時他為第3號守門員，位在谢尔盖·奥夫钦尼科夫與維亞切斯拉夫·馬拉費耶夫之後。
2005年3月30日，阿金費耶夫在2006年世界盃外圍賽對陣愛沙尼亞時上場，後來因馬拉費耶夫長期受傷無法出賽，阿金費耶夫被提拔為俄羅斯隊中先發守門員。在接下來的尤里·塞明及胡斯·希丁克擔任總教練時期，阿金費耶夫仍保住先發守門員的位子。2007年5月6日，阿金費耶夫在職業聯賽對陣羅斯托夫時膝蓋受傷，導致他接下來數個月無法替國家隊上陣，而先發守門員的席位也轉移給馬拉費耶夫及弗拉基米爾·加布洛夫。阿金費耶夫後來於2007年11月初回到國家隊，但因傷勢初癒而被認為不適合參與2008年歐洲足球錦標賽外圍賽對抗以色列的賽事。儘管如此，阿金費耶夫仍被納入2008年歐洲國家盃俄羅斯隊23人先發名單中，並參與所有俄羅斯賽事，最終助俄羅斯打進準決賽，但俄羅斯最後止步於此。
2012年5月25日，阿金費耶夫確認入選2012年歐洲國家盃俄羅斯隊23人先發名單中，然而總教練迪克·艾德沃卡特安排馬拉費耶夫上場所有俄羅斯的比賽，最後俄羅斯在小組賽就被淘汰出局。2014年6月2日，阿金費耶夫確認入選2014年世界盃俄羅斯隊23人先發名單內。
在小組賽第一場對陣韓國時，阿金費耶夫在設法撲掉李根鎬一記遠射時皮球不慎脫手漏入網，迫使韓國隊率先攻破俄羅斯大門，隨後靠著亞歷山大·卡查哥夫踢進1球，才把比數扳平成1-1。俄羅斯在小組賽最後一場日期在6月26日，對手是累積1勝1負的阿爾及利亞，此時累積1和1負的俄羅斯必須擊敗阿爾及利亞才能在小組賽出線。開賽第6分鐘，俄羅斯就率先開張，以1-0領先阿爾及利亞。然而在第60分鐘時，阿爾及利亞在俄羅斯禁區外左側獲得一記自由球機會；當伊斯兰·斯利曼尼準備開這記自由球前，不知何處發射一道綠色雷射瞄準阿金費耶夫的臉部而使他受到干擾，隨後斯利曼尼踢進這1球，讓比賽以1-1結束。最後俄羅斯以3組第三名出局，而阿金費耶夫與總教練法比奧·卡佩羅在賽後皆將這記失球歸咎於雷射干擾。

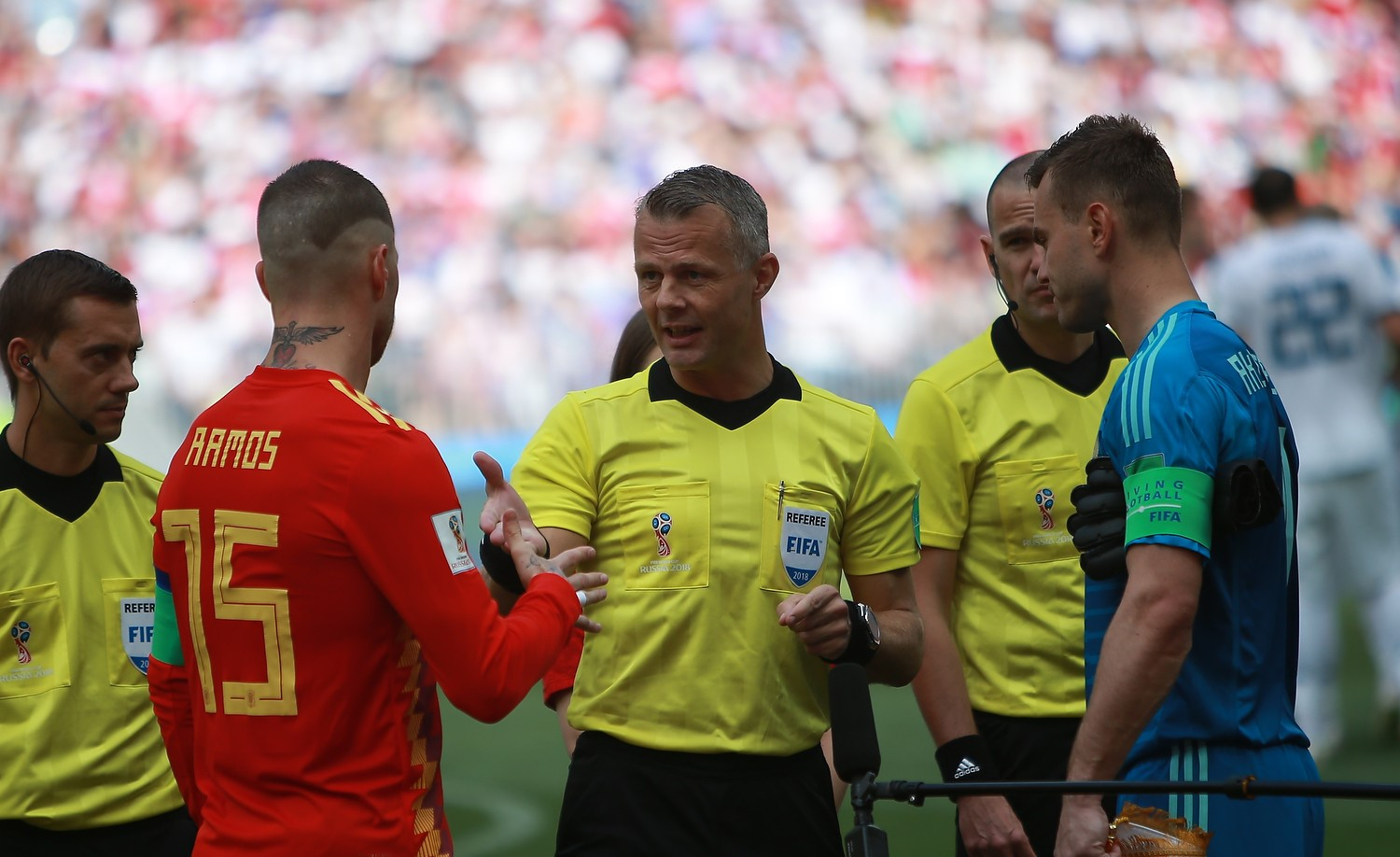
阿金費耶夫（圖右藍色球衣）於2018年世界盃16強賽為俄羅斯上場對陣西班牙，當時他為國家隊隊長。

當俄羅斯於2015年3月27日在2016年歐洲國家盃資格賽G組對陣蒙特內哥羅時，比賽才開始20秒鐘，阿金費耶夫就被場外球迷扔出一記發焰筒擊中頭部，隨後被緊急送下場治療，比賽也一度暫停35分鐘。後來約利·洛迪堅替補上場，讓比賽再度開始，但比賽到了第67分鐘時，2隊突然發生衝突，迫使整場比賽中止。最後阿金費耶夫因頸部受傷及輕度燒傷而被送往波德戈里察醫院治療。阿金費耶夫後來2016年3度為俄羅斯出征歐洲國家杯，然而俄羅斯在小組賽表現不佳，僅獲得1分積分墊底出局。
2017年，阿金費耶夫以隊長身份帶領俄羅斯出征2017年洲際國家盃，並在首場對陣紐西蘭時保持不失球紀錄，助俄羅斯以2-0擊敗紐西蘭。在6月21日對陣葡萄牙時，阿金費耶夫為俄羅斯國家隊出賽場次累積到第100場。
2018年5月11日，阿金費耶夫入選2018年世界盃俄羅斯隊23人候選名單內，隨後在2018年6月3日確認在先發名單內。俄羅斯在這屆世界盃表現良好，在小組賽以2勝1負脫穎而出，並在16強賽時以1-1將西班牙逼進點球大戰，阿金費耶夫先是撲下佐治·高基的射門，後來又用左腳擋下伊亞高·艾斯帕斯的射門，戲劇性的助俄羅斯以3–4在點球大戰中勝出，賽後他被選為該場最佳球員。然而在半準決賽對陣克羅埃西亞時，雖然以2-2再度將對手逼進點球大戰，而阿金費耶夫也在點球第二輪時撲掉马特奥·科瓦西奇的射門，但克羅埃西亞守門員達尼耶爾·蘇巴西奇撲掉費多爾·斯莫羅夫的射門，加上馬里奧·費南迪斯射偏，最後俄羅斯以3-4輸掉點球大戰，止步於8強。

## 個人球風
作為一名有前途的天才球員，阿金費耶夫在年輕時期的出色表現讓他經常與其前輩列夫·耶辛及列纳特·达萨耶夫相提並論。2005年時，歐洲足球協會聯盟成員帕奎爾·戈欽澤（Pavle Gognidze）稱讚阿金費耶夫儘管年紀輕輕，但已經是一名冷靜的守門員；戈欽澤在評論中還稱讚阿金費耶夫在場上有自信，反應能力像貓一樣迅速，在傳球及撲救能力上也能簡潔迅速處理。前莫斯科中央陸軍守門員及教練维亚切斯拉夫·恰诺夫也評論阿金費耶夫是一位真正的守門員，其出色的防守能力，是俄羅斯史上最佳的守門員之一。

## 職業生涯統計

### 俱樂部
最後更新：2018年5月14日
| 俱樂部         | 球季         | 聯賽         | 聯賽 | 聯賽 | 國家盃賽 | 國家盃賽 | 歐洲賽事 1 | 歐洲賽事 1 | 其他2 | 其他2 | 總計 | 總計 |
| 俱樂部         | 球季         | 級別         | 出場 | 進球 | 出場     | 進球     | 出場       | 進球       | 出場  | 進球  | 出場 | 進球 |
| -------------- | ------------ | ------------ | ---- | ---- | -------- | -------- | ---------- | ---------- | ----- | ----- | ---- | ---- |
| 莫斯科中央陸軍 | 2003         | 第1級        | 13   | 0    | 2        | 0        | 1          | 0          | 2     | 0     | 18   | 0    |
| 莫斯科中央陸軍 | 2004         | 第1級        | 26   | 0    | 1        | 0        | 10         | 0          | 1     | 0     | 38   | 0    |
| 莫斯科中央陸軍 | 2005         | 第1級        | 29   | 0    | 7        | 0        | 15         | 0          | 1     | 0     | 52   | 0    |
| 莫斯科中央陸軍 | 2006         | 第1級        | 28   | 0    | 7        | 0        | 8          | 0          | 0     | 0     | 44   | 0    |
| 莫斯科中央陸軍 | 2007         | 第1級        | 10   | 0    | 2        | 0        | 5          | 0          | 1     | 0     | 18   | 0    |
| 莫斯科中央陸軍 | 2008         | 第1級        | 30   | 0    | 2        | 0        | 6          | 0          | 0     | 0     | 38   | 0    |
| 莫斯科中央陸軍 | 2009         | 第1級        | 30   | 0    | 4        | 0        | 10         | 0          | 1     | 0     | 45   | 0    |
| 莫斯科中央陸軍 | 2010         | 第1級        | 28   | 0    | 1        | 0        | 11         | 0          | 1     | 0     | 41   | 0    |
| 莫斯科中央陸軍 | 2011-12      | 第1級        | 28   | 0    | 4        | 0        | 4          | 0          | 1     | 0     | 37   | 0    |
| 莫斯科中央陸軍 | 2012-13      | 第1級        | 29   | 0    | 2        | 0        | 2          | 0          | 0     | 0     | 33   | 0    |
| 莫斯科中央陸軍 | 2013-14      | 第1級        | 29   | 0    | 3        | 0        | 6          | 0          | 1     | 0     | 39   | 0    |
| 莫斯科中央陸軍 | 2014-15      | 第1級        | 30   | 0    | 2        | 0        | 6          | 0          | 1     | 0     | 39   | 0    |
| 莫斯科中央陸軍 | 2015-16      | 第1級        | 30   | 0    | 3        | 0        | 10         | 0          | 1     | 0     | 44   | 0    |
| 莫斯科中央陸軍 | 2016-17      | 第1級        | 29   | 0    | 0        | 0        | 6          | 0          | 1     | 0     | 35   | 0    |
| 莫斯科中央陸軍 | 2017-18      | 第1級        | 28   | 0    | 0        | 0        | 16         | 0          | 0     | 0     | 44   | 0    |
| 莫斯科中央陸軍 | 總計         | 總計         | 397  | 0    | 40       | 0        | 116        | 0          | 12    | 0     | 565  | 0    |
| 職業生涯總計   | 職業生涯總計 | 職業生涯總計 | 397  | 0    | 40       | 0        | 116        | 0          | 12    | 0     | 565  | 0    |

1包括欧足联欧洲联赛、歐洲冠軍聯賽的出賽紀錄。
2包括俄羅斯超級盃、俄羅斯足球超級聯賽盃、歐洲超級盃的出賽紀錄。

### 國際賽
最後更新：2018年7月7日
| 俄羅斯 | 俄羅斯 | 俄羅斯 |
| 年度   | 出場   | 進球   |
| ------ | ------ | ------ |
| 2004   | 1      | 0      |
| 2005   | 7      | 0      |
| 2006   | 7      | 0      |
| 2007   | 2      | 0      |
| 2008   | 11     | 0      |
| 2009   | 10     | 0      |
| 2010   | 7      | 0      |
| 2011   | 4      | 0      |
| 2012   | 7      | 0      |
| 2013   | 8      | 0      |
| 2014   | 12     | 0      |
| 2015   | 8      | 0      |
| 2016   | 10     | 0      |
| 2017   | 9      | 0      |
| 2018   | 8      | 0      |
| 總計   | 111    | 0      |

## 榮譽

### 球会
莫斯科中央陸軍
- 俄羅斯足球超級聯賽冠軍（6）：2003、2005、2006、2012-13、2013–14、2015–16
- 俄羅斯盃冠軍（6）：2004–05、2005–06、2007-08、2008-09、2010-11、2012-13
- 俄羅斯超級盃冠軍（6）：2004、2006、2007、2009、2013、2014
- 歐洲足協盃冠軍（1）：2004–05

### 国际赛
俄罗斯
- 歐洲國家盃：2008（铜牌）

### 个人
- 2012－2013年俄羅斯足球超級聯賽年度最佳球员
- 独联体年度最佳球员（2006）
- 俄羅斯足球超級聯賽最佳年轻球员（2005）
- 俄羅斯足球超級聯賽最佳33人：# 1（2005、2006、2008、2009、2010、2012/13、2013/14）; # 2（2011/2012）; # 3（2004）
- 俄罗斯最佳门将（2008、2009、2010）
- 欧洲最佳年轻门将（2008）
- 列夫·耶辛俱樂部（英语：Lev Yashin Club）成員[41]
- 莫斯科中央陸軍金马蹄铁奖：1次金马蹄铁奖（2010）和4次银马蹄铁奖（2005、2006、2008、2009）
- 友誼勳章（2006）[42]
- 耶辛奖－年度最佳守门员：(2004、2005、2006、2008、2009、2010）

## 軼聞

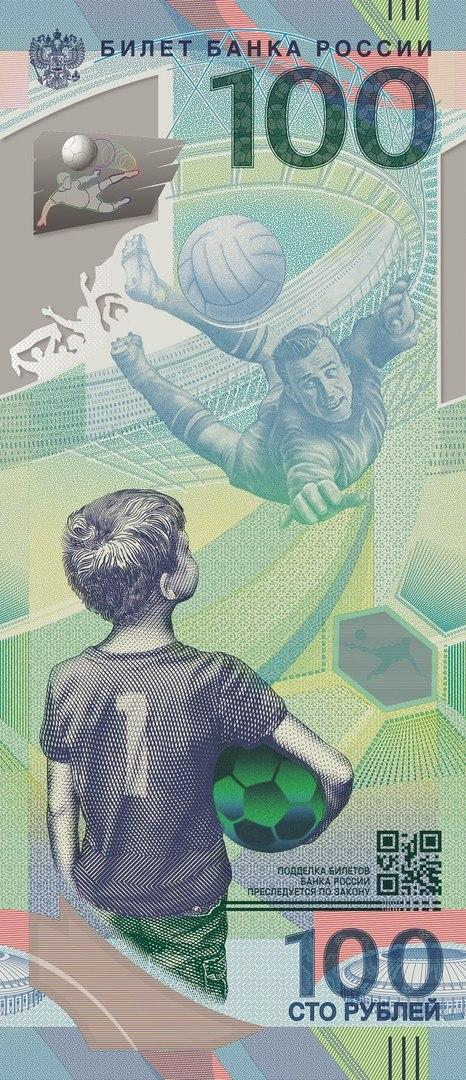
紀念幣左上角的雷射防偽標籤酷似守住的最後一球。

2018年俄羅斯世界盃足球賽對西班牙一戰中，十二碼大戰用腳守住了致勝一球。這一球讓球迷為他立了一座名為「阿金費耶夫之腿」的雕像。
在世界盃開賽前，俄羅斯發行了面額一百盧布的紀念幣。紀念幣上的雷射防偽標籤酷似這個贏球姿勢，引發了話題。

## 国际制裁
2023年4月15日，乌克兰批准对支持俄罗斯入侵乌克兰的351名个人和254个实体组织实施新制裁的法令，他因支持俄罗斯入侵乌克兰而被列入制裁名单。

## 注譯
^[註1] 此數據包含俱樂部及國際賽出賽場次。

## 外部連結
- CSKA Moscow profile （页面存档备份，存于）（英文）
- Igor Akinfeev at the Forbes （页面存档备份，存于）（俄文）